# Montravers
Montravers – miejscowość i gmina we Francji, w regionie Nowa Akwitania, w departamencie Deux-Sèvres.
Według danych na rok 1990 gminę zamieszkiwało 251 osób, a gęstość zaludnienia wynosiła 25 osób/km² (wśród 1467 gmin regionu Poitou-Charentes Montravers plasuje się na 755. miejscu pod względem liczby ludności, natomiast pod względem powierzchni na miejscu 828.).